# Jenbach Béla
Jenbach Béla, eredetileg Jakobovits vagy Jacobowicz (Miskolc, 1871. április 1. – Bécs,  1943. január 21.) magyar származású osztrák színész, szövegíró. Nővére, Jenbach Ida német nyelvterületen játszó színész, forgatókönyvíró.

## Élete
Öten voltak testvérek. A Mindszent tér 12. alatt laktak, de több család is élt az udvarban. Anyjuk nevelte őket, az apa máshol dolgozott, csak a pénzt küldte havonta a családjának. Már gyerekkorában érdeklődni kezdett a színház iránt, nővérével, Idával jártak a színházba. A fiú színész akart lenni, ezért 18 évesen Bécsbe ment, ahol kiválóan, akcentus nélkül elsajátította a német nyelvet.
Elvégezte a színiakadémiát, és a Burgtheaterben kezdett játszani. A nevét ekkor változtatta Jenbachra. Egy barátja tanácsára librettóírással kezdett foglalkozni. A Café Sperl nevű kávéházban – amely a bécsi művészek törzshelye volt – találkozott Kálmán Imrével, és számára írta meg Leo Steinnel közösen a Csárdáskirálynő (akkor még Éljen a szerelem címmel) német nyelvű szövegét. A Johann Straussról elnevezett színházban már a bemutató előtt hetekkel minden jegy elkelt, az operett hatalmas sikert aratott. Jenbach a harmadik felvonásába beírta szülővárosát, Miskolcot is. Nevéhez ezen kívül még több operett szövegkönyve is fűződik (többnyire társszerzőkkel).

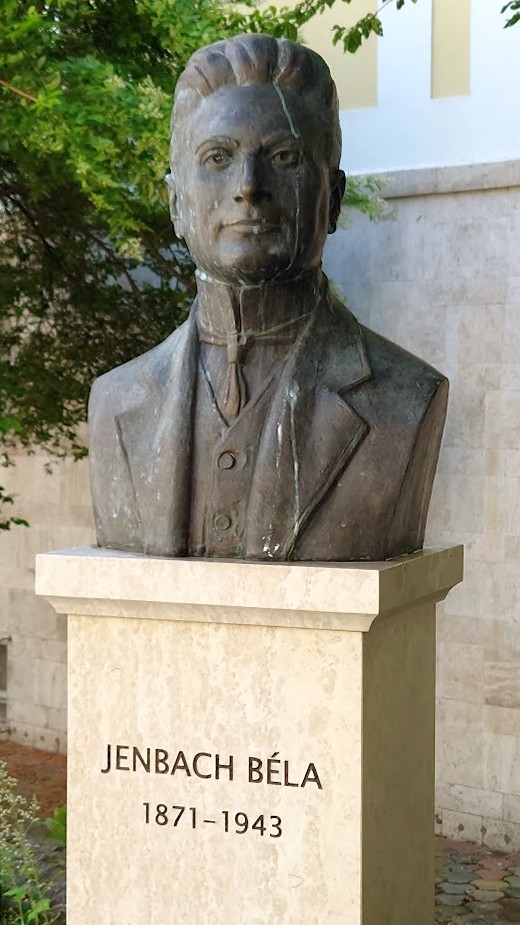
Jenbach Béla szobra a Miskolci Nemzeti Színház szoborparkjában

Felesége a katolikus Anna Brandstätter színésznő volt, egy lányuk (Lydia) született. Az Anschluss után sem akart emigrálni, 1940-től azonban már bujkálni kényszerült, egy a Kaunitzgasse közelében lévő pincében. Egészsége megromlott, gyomorrákkal kórházba került és 1943-ban elhunyt. Felesége csak nyolc nappal élte túl, ő 1943. január 29-én halt meg mellrákban.
Jenbach Béláról 1955-ben Bécs Hietzing negyedében utcát neveztek el. Miskolcon 2024. május 11-én, Miskolc város ünnepén avatták fel mellszobrát a Miskolci Nemzeti Színház szoborparkjában, Szanyi Borbála alkotását.

## Művei

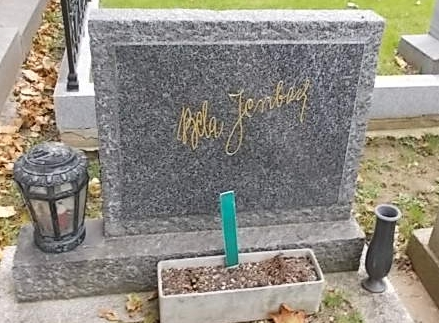
Jenbach Béla sírja

- Lila dominó, 1912 (Emerich von Gattival), zene: Charles Cuvillier
- Egy nap a paradicsomban, 1913 (Leo Steinnel), zene: Edmund Eysler
- Csárdáskirálynő, 1915 (Leo Steinnel), zene: Kálmán Imre
- A hollandi menyecske, 1920 (Leo Steinnel), zene: Kálmán Imre
- A kék mazur, 1920 (Leo Steinnel), zene: Lehár Ferenc
- Clo-Clo (Apukám), 1924, zene: Lehár Ferenc
- Paganini, 1925 (Paul Kneplerrel), zene: Lehár Ferenc
- A cárevics, 1927 (Heinz Reicherttel), zene: Lehár Ferenc
- Die Fahrt in die Jugend, 1933 (Ludwig Hirschfelddel), zene: Eduard Künneke

## Fordítás
- Ez a szócikk részben vagy egészben  a   Bela Jenbach című német Wikipédia-szócikk ezen változatának fordításán alapul.  Az eredeti cikk szerkesztőit annak laptörténete sorolja fel. Ez a jelzés csupán a megfogalmazás eredetét és a szerzői jogokat jelzi, nem szolgál a cikkben szereplő információk forrásmegjelöléseként.
- Ez a szócikk részben vagy egészben  a   Bela Jenbach című angol Wikipédia-szócikk ezen változatának fordításán alapul.  Az eredeti cikk szerkesztőit annak laptörténete sorolja fel. Ez a jelzés csupán a megfogalmazás eredetét és a szerzői jogokat jelzi, nem szolgál a cikkben szereplő információk forrásmegjelöléseként.